# Dolichopeza (Mitopeza) flavicans
Dolichopeza (Mitopeza) flavicans is een tweevleugelige uit de familie langpootmuggen (Tipulidae). De soort komt voor in het Oriëntaals gebied.